# Джек Окей
Джек Окей (англ. Jack Okey; 3 червня 1889 — 8 січня 1963) — американський артдиректор.

## Біографія
Джек Окей народився і помер у Лос-Анджелесі, штат Каліфорнія. Він навчався у Гарвардській школі для хлопчиків в Лос-Анджелесі, де досяг успіху в спорті. Після закінчення школи він працював у художній студії свого дядька Дж. Бонд Франциска. Перебуваючи в Парижі, він зустрів піаністку з Індіани, Мері Вілсон, на якій він одружився незабаром після його повернення в Лос-Анджелес в 1913 році. У них народилися один син і дві дочки. Після повернення в Сполучені Штати, він провів залишок своєї кар'єри працюючи на RKO Studios.
Джек Окей був двічі номінований на премію «Оскар» за найкращу роботу художника-постановника за фільми Саллі (1929) і Ризикований експеримент (1944).

## Вибрана фільмографія
- У житті кожної жінки / In Every Woman's Life (1924)
- Саллі / Sally (1929)
- П'ятизірковий фінал / Five Star Final (1931)
- Я — втікач-каторжанин / I Am a Fugitive from a Chain Gang (1932)
- 42-а вулиця / 42nd Street (1933)
- Ризикований експеримент / Experiment Perilous (1944)